# Calamagrostis ningxiaensis
Calamagrostis ningxiaensis là một loài thực vật có hoa trong họ Hòa thảo. Loài này được D.Z.Ma & J.N.Li mô tả khoa học đầu tiên năm 1988 publ. 1990.